# رومن زوزولیا
رومن زوزولیا (اوکراینی: Роман В'ячеславович Зозуля؛ زادهٔ ۱۷ نوامبر ۱۹۸۹) یک بازیکن فوتبال اهل اوکراین است.
از باشگاه‌هایی که در آن بازی کرده‌است می‌توان به دنیپرو دنیپروپتروفسک، دینامو کیف، تیم ملی فوتبال اوکراین، باشگاه فوتبال سویا، و رایو وایکانو و رئال بتیس اشاره کرد.